# 203 (số)
203 (hai trăm linh ba) là một số tự nhiên ngay sau 202 và ngay trước 204.